# الانتخابات البرلمانية العامة في إقليم كيبيك (2012)
أجريت الانتخابات البرلمانية العامة في إقليم كيبيك 2012 في 4 سبتمبر 2012. و تم انتخات نواب الهيئة التشريعية الأربعين لبرلمان كيبيك، الولاية الكندية الفرانكوفونية.

فاز الحزب الكيبيكي في الانتخابات البرلمانية العامة في ولاية كيبيك الكندية بعد ثماني سنوات من الغياب عن البرلمان الكيبيكي. و معروف عن الحزب بنزعته القومية وأفكاره الوطنية حيث ينادي باستقلال كيبيك عن كندا.
و بذلك، تصبح باولين ماروا زعيمة الحزب، أول رئيسة وزراء في في تاريخ كيبيك. غير أنها لا يمكن أن تمرر عدة قوانين، خصوصا قانون إعادة الاقتراع حول انفصال كيبيك عن كندا، لكونها ستُكَون فقط حكومة أقلية لكون الحزب لم يحصل على الأغلبية المناسبة لذلك.

حزب كيبيك الليبرالي ، الذي سيطر على برلمان كيبيك منذ عدة سنوات بأغلبية، لم يُهزم في الانتخابات، و لو فقدانه تكوين حكومة، لأنه حصل على 50 مقعدا مقابل 54 مقعد للحزب الفائز الحزب الكيبيكي.

المفاجأة هي هزيمة جان شاريه، رئيس الوزراء السابق في عقر داره، مدينة شيربروك و بالتالي فقدانه منصب نائب بعد 28 عاما في هذا المنصب.
يذكر أنه من بين الأسباب التي أدت إلى هزيمة حزب كيبيك الليبرالي هي قرار الزيادة في رسوم الدراسة الذي أدى إلى اندلاع احتجاجات من طرف الطلبة ما زالت مستمرة حتى الآن المظاهرات ، تم تلاها بإصدار قانون، القانون  78 ، الذي يحضر التظاهر بدون ترخيص من السلطات الأمنية.

خريطة كيبيك و الألوان ترمز إلى مناطق فوز كل حزب